# Alceu (poeta còmic)
Alceu (en llatí Alcaeus, en grec antic Ἀλκαῖος) fou un poeta grec. Suides el fa natural de Mitilene, però no ha de ser confós amb el poeta líric Alceu de Mitilene, i probablement aquí Suides es va confondre.
Era un poeta còmic que formava part de la vella comèdia, o més exactament a la comèdia mixta, la transició entre la comèdia vella i la mitjana. L'any 388 aC va escriure Πασιφάη (Pasífae) que va presentar a un concurs on Aristòfanes presentava la segona versió de Plutus, i va obtenir només el cinquè lloc si s'interpreta així la menció de Suides.
Va deixar escrites deu comèdies de les que en queden alguns fragments i es coneixen els següents títols:
- Ἀδελφαί μοιχευομέναι ("Adelphai Moicheuomenai", Les germanes adúlteres)
- Γανυμήδης (Ganimedes)
- Ἐνδυμίων (Endimió)
- Ἱεπὸς γάμος ("Hierós gámos" El matrimoni sagrat)
- Καλλιστῶ (Cal·listo)
- Κωμῳδοτραγῳδία ("Komodotragodia" (Comèdia-tragèdia)
- Παλαῖστρα (Palestra).

Fabricius l'inclou en la Bibliotheca Graeca i el qualifica de poeta tràgic.